# Гельмут Медер
Гельмут Медер (нім. Hellmuth Mäder; нар. 5 липня 1908, Роттероде, Тюрингія — пом. 12 травня 1984, Констанц, Баден-Вюртемберг) — німецький воєначальник часів Третього Рейху, генерал-майор (1945) Вермахту. Кавалер Лицарського хреста Залізного хреста з дубовим листям та мечами (1945). У післявоєнний час продовжив службу в Бундесвері, генерал-лейтенант (1959).

## Біографія
1 квітня 1928 року поступив на службу в земельну поліцію. В 1936 році поступив на службу у вермахт, з 16 червня — командир 14-ї роти 80-го піхотного полку.
Після початку Другої світової війни переведений в штаб 34-ї піхотної дивізії, яка під час Польської кампанії знаходилась на франко-німецькому кордоні. В січні-квітні 1940 року навчався на курсах офіцерів Генштабу в Дрездені. З травня 1940 року — командир 14-ї роти 522-го піхотного полку 297-ї піхотної дивізії. Учасник Французької кампанії. З листопада 1940 року — командир 3-го батальйону свого полку. Учасник німецько-радянської війни, відзначився під час зимової кампанії 1941/42. З липня 1942 року — командир 522-го піхотного полку. Відзначився під час наступу в Калача. Учасник Сталінградської битви. На початку 1943 року був важко поранений і евакуйований з оточення, що дало Медеру можливість уникнути полону.
Після одужання зарахований в резерв. На початку 1944 року очолив ударну бригаду «Нарва». З квітня 1944 року — начальник унтер-офіцерської школи групи армій «Північ» і командир навчальної бригади «Норд». З 24 липня 1944 року — військовий комендант Шауляя. У вересня 1944 року під командуванням Медера об'єднали всі литовські добровольчі з'єднання. З 31 жовтня по 30 листопада 1944 року — командир 7-ї танкової дивізії. В кінці грудня очолив бригаду супроводу фюрера — елітну частину, сформовану на базі особистого конвою Адольфа Гітлера. В січні 1945 року бригаду розгорнули в дивізію. Учасник боїв при Лаубані, Штеттіні і Відні.
8 травня 1945 року здався американським військам, 13 травня був переданий радянській владі. Утримувався в різних таборах і в Харківській тюрмі. 2 січня 1950 року воєнним трибуналом військ МВС Харківської області засуджений до 25 років ув'язнення в трудових таборах. 10 жовтня 1955 року в якості неамністованого злочинця переданий владі ФРН і звільнений. В 1956 році поступив на службу в бундесвер і призначений начальником піхотного училища в Гаммельбурзі. З жовтня 1960 року — начальник штабу Кельнського військового управління. В 1968 році вийшов у відставку. Працював у компаніях Bell Helicopter і Rheinmetall.
В жовтні 1976 року Кельнський окружний суд засудив Медера до 2 років ув'язнення без права на умовно-дострокове звільнення за шахрайство і хабарництво: перебуваючи на посаді начальника штабу Кельнського військового управління, він обдурив федеральний уряд на 17 000 марок, а також отримував хабарі від керівника ремонтної майстерні, яка мала ділові стосунки з бундесвером. Також Медера позбавили військового звання і частини пенсії.

## Нагороди
- Медаль «За вислугу років у Вермахті» 4-го і 3-го класу (12 років)
- Медаль «У пам'ять 1 жовтня 1938»
- Залізний хрест
  - 2-го класу (27 червня 1941)
  - 1-го класу (1 серпня 1941)
- Штурмовий піхотний знак в сріблі
- Лицарський хрест Залізного хреста з дубовим листям і мечами
  - лицарський хрест (3 квітня 1942)
  - дубове листя (№ 560; 27 серпня 1944)
  - мечі (№ 143; 18 квітня 1945)
- Медаль «За зимову кампанію на Сході 1941/42»
- Нагрудний знак «За поранення» в сріблі
- Нагрудний знак ближнього бою в бронзі
- Орден «За заслуги перед Федеративною Республікою Німеччина», великий офіцерський хрест (24 травня 1968)

Військова кар'єра
- 1 квітня 1928 — кандидат в офіцери поліції
- 1 квітня 1933 — лейтенант поліції

- 1 жовтня 1935 — оберлейтенант
- 1938 — гауптман
- березень 1942 — майор
- вересень 1942 — оберстлейтенант
- 1 жовтня 1943 — оберст
- січень 1945 — генерал-майор

- 21 лютого 1958 — бригадний генерал
- жовтень 1960 — генерал-майор
- квітень 1968 — генерал-лейтенант